# Елшанка (микрорайон)
Елша́нка — посёлок на северо-западной окраине Ленинского района Саратова. Получил название по одноимённой реке, протекающей по его территории, которая, видимо, получила название по растению ольха. В Елшанке живёт более 30 тысяч человек. Значение Елшанки состоит в том, что она располагается вблизи крупных залежей природного газа, одних из первых, разведанных в России. Их обнаружение обусловило появление Ленинского района и выбор одного из направлений развития Саратова в частности.

## История
Село Елшанка существовало ещё в XVIII веке и принадлежало дворянскому роду Слепцовых. В 1752 году в Елшанке была построена деревянная церковь. В самом конце XIX века, в 1900 году, она была заменена каменной приходской церковью с колокольней. В церкви было три престола: главный — во имя Архангела Михаила, левый придельный — во имя мученицы Параскевы, правый придельный — во имя Марии Египетской. Капитал церкви составлял 1006 рублей, капитал причта (на 1912 год) — 950 рублей. До нынешних дней церковь не сохранилась.
Елшанка была самым близким к Саратову селом по Петровскому тракту: она упоминается первой в этом направлении в списке населённых пунктов Саратовского уезда 1865 года. В начале XX века Елшанка располагалась примерно в 5 вёрстах от Саратова. В Елшанке (вместе с располагавшейся неподалёку деревней Горихвостовка, не сохранившейся до наших дней) было 320 домов, в которых жило 908 мужчин и 937 женщин. В годы коллективизации население села уменьшилось: к 1940 году в нём проживало всего 55 семей.
28 октября 1941 года в селе Елшанка разведочная скважина № 1 дала метан (на месте этой скважины ныне стоит памятник в виде буровой вышки). Первооткрывателем газа в Елшанке стал профессор Саратовского университета Борис Можаровский. Газ залегал на глубине 500 м, продуктивность этой шахты составила 800 тыс. м³/сутки. В июне 1942 года в Елшанке пробурили ещё одну скважину, столь же продуктивную. Было сделано заключение о том, что в Елшанке промышленные запасы природного газа. В сентябре того же года месторождение вступило в промышленную разработку. Тысячи саратовцев пошли на строительство газопровода. Ночью сварщики работали под колпаками, чтобы соблюсти светомаскировку. Через 20 дней был построен первый в стране газопровод Елшанка — Саратов протяжённостью около 16 км, который уже через 15 дней — ровно через год после получения первого метана в Елшанке — подал первый газ для Саратовской ГРЭС и для предприятий, работавших на Сталинградский фронт. После того, как в конце 1944 года в районе Елшанки были выявлены более крупные запасы газа, Государственный Комитет Обороны СССР принял решение о строительстве 843-километрового газопровода «Саратов — Москва» — первого магистрального газопровода в России, одной из первых советских послевоенных строек, диаметр его трубы составил 325 мм. Строительство было завершено в очень короткие сроки, и в 1946 году елшанским газом уже пользовались москвичи. Строительство газопровода окупилось за 8 месяцев.
Елшанка стала быстро развиваться. В ней появились двухэтажные дома, на месте огородов появились газовые вышки, а все жители Елшанки стали газовиками. В середине XX века Елшанка стала посёлком. В 1967 году в Елшанке состоялся многолюдный митинг, посвящённый подаче газа из России в Центральную Азию. В 1976 году закрыли Воскресенское кладбище в центре Саратова, и в Елшанке было открыто Елшанское кладбище.
В 1993 году работник института «Саратовгражданпроект» Сергей Замский разработал проект детальной планировки Елшанки.
В мае 2005 года было заявлено о строительстве в Елшанке нового подземного газохранилища на 77 миллионов кубометров газа. 5 сентября 2005 года в Елшанке в ИК-33 торжественно открылась Спартакиада осуждённых исправительных учреждений Саратовской области. Она продлилась до 9 сентября.

## Памятники
На улице Елшанской (возле дома 41Б) располагаются 2 памятника газовикам:
- Монумент, сооруженный на месте скважины, первооткрывателям Саратовского газа

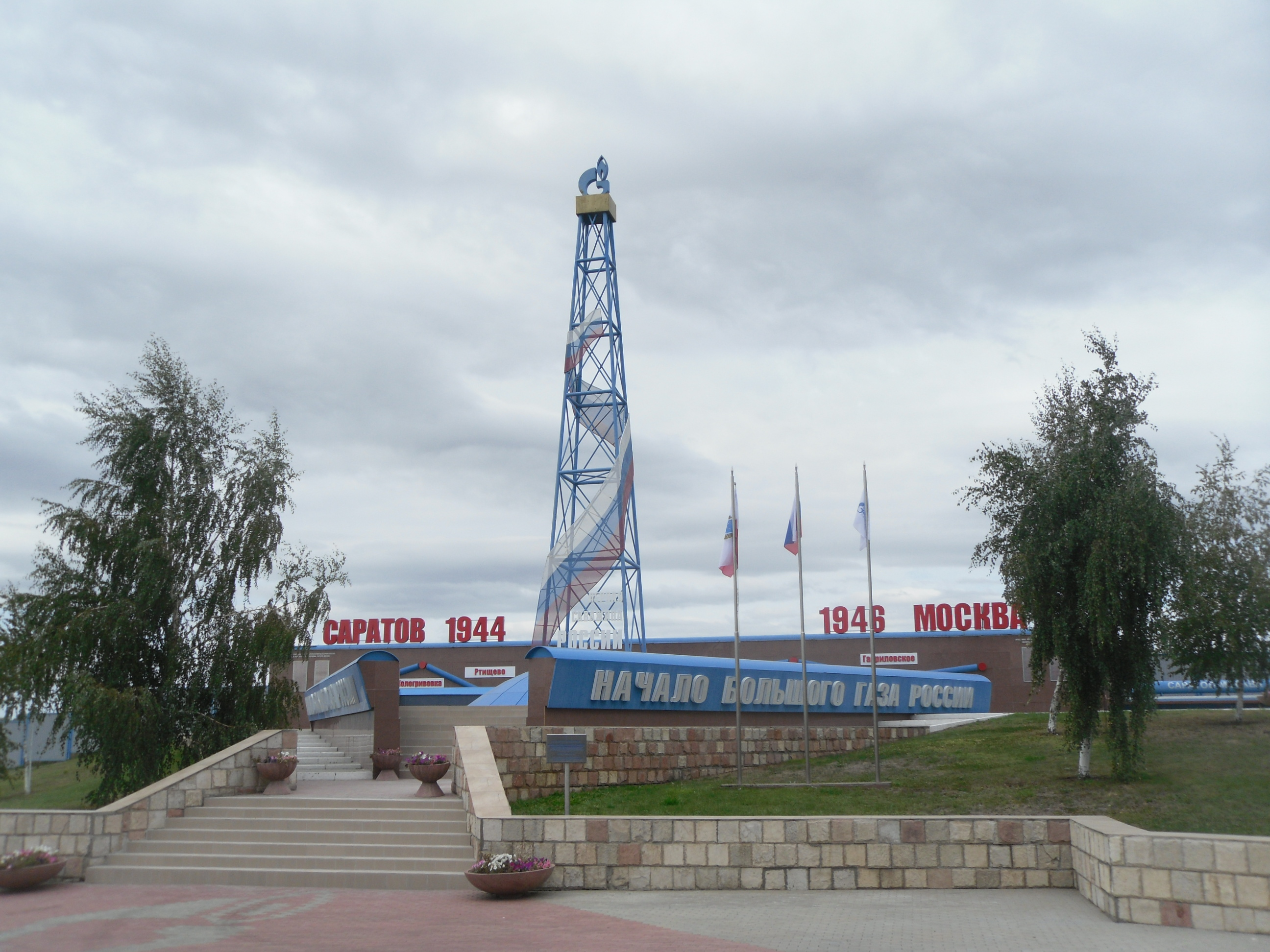
Памятник первооткрывателям Саратовского газа
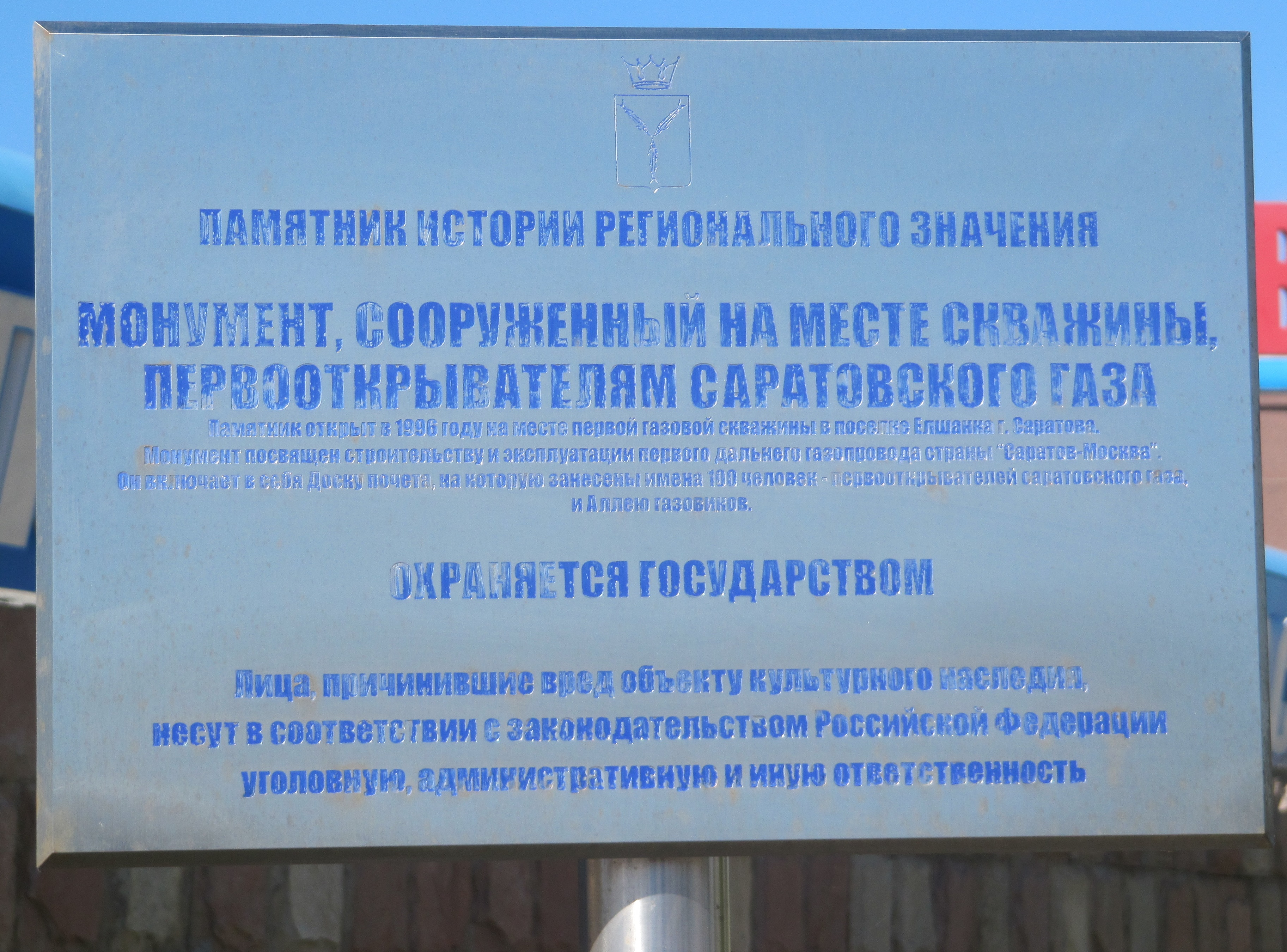
Монумент сооружённый на месте скважины табличка
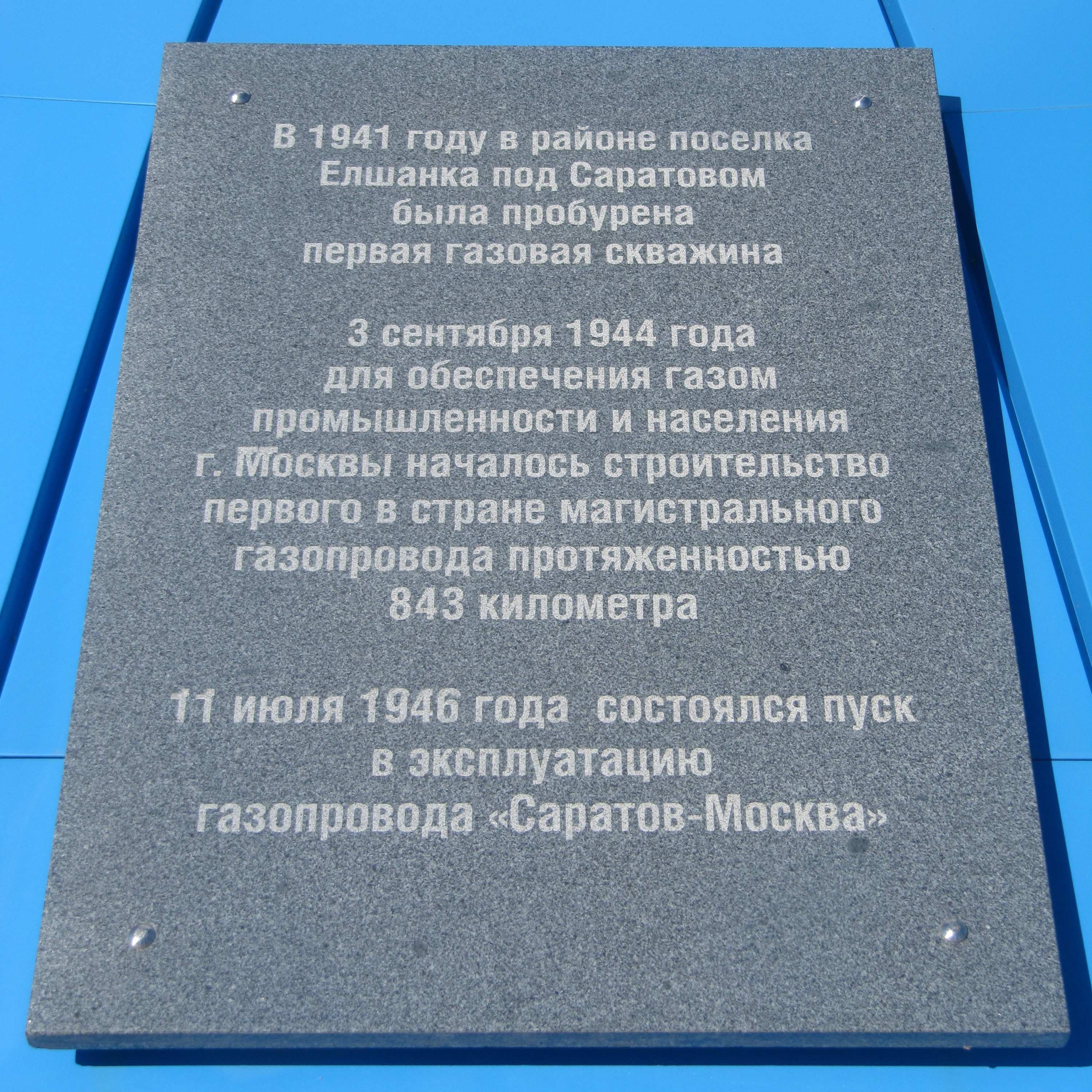
Памятная плита на основании памятника
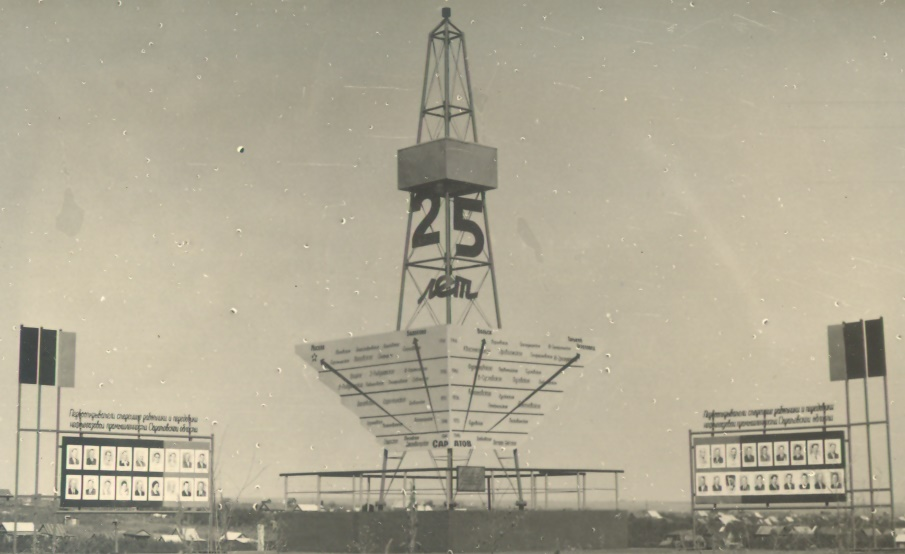
Первой газовой скважине 25 лет фото 1966г.
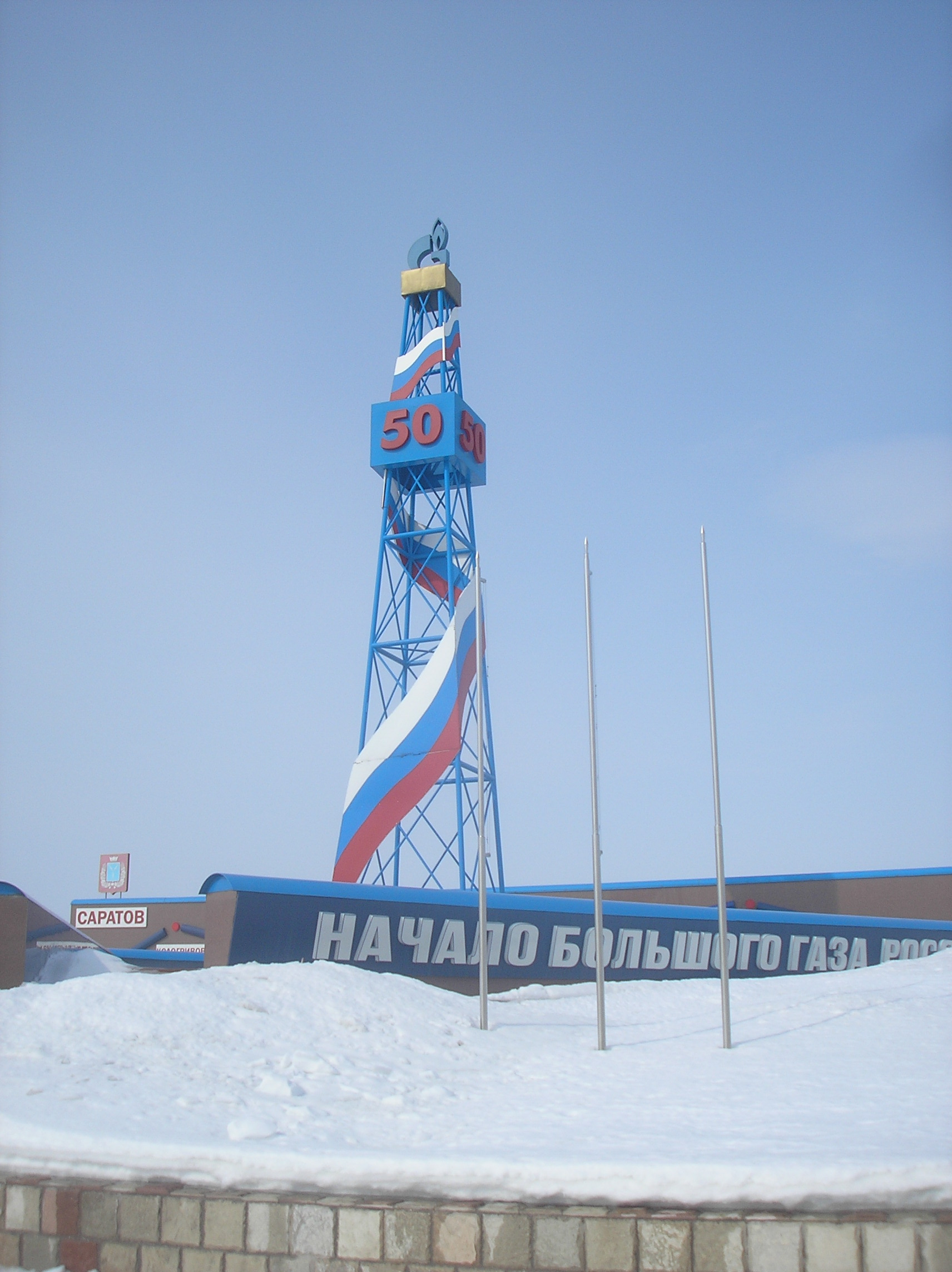
Первой газовой скважине 50 лет
Первопроходцы отечественной газовой отрасли

- Памятник строителям газопровода «Средняя Азия — Центр».

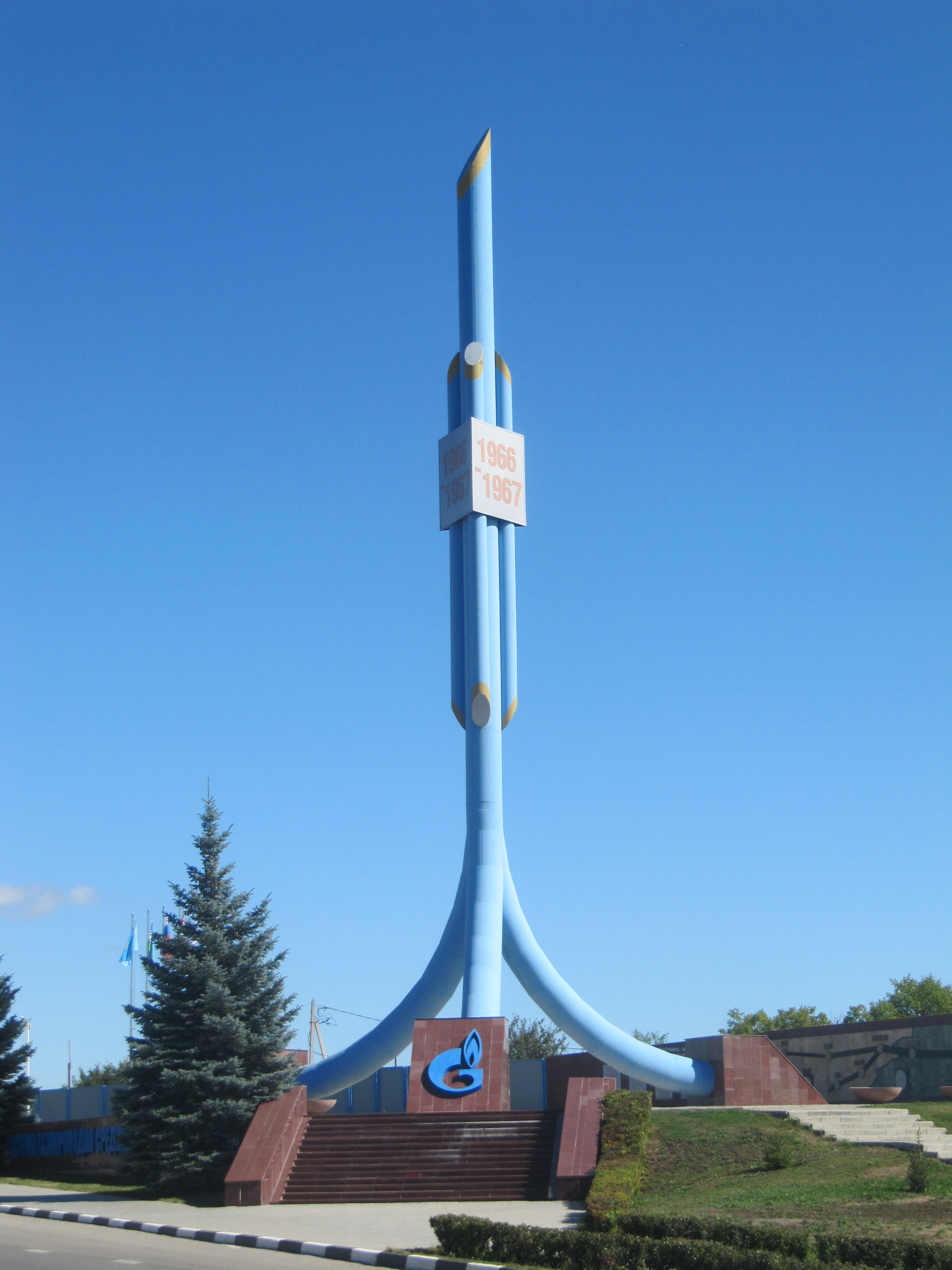
Памятник строителям газопровода Средняя Азия — Центр, 1967
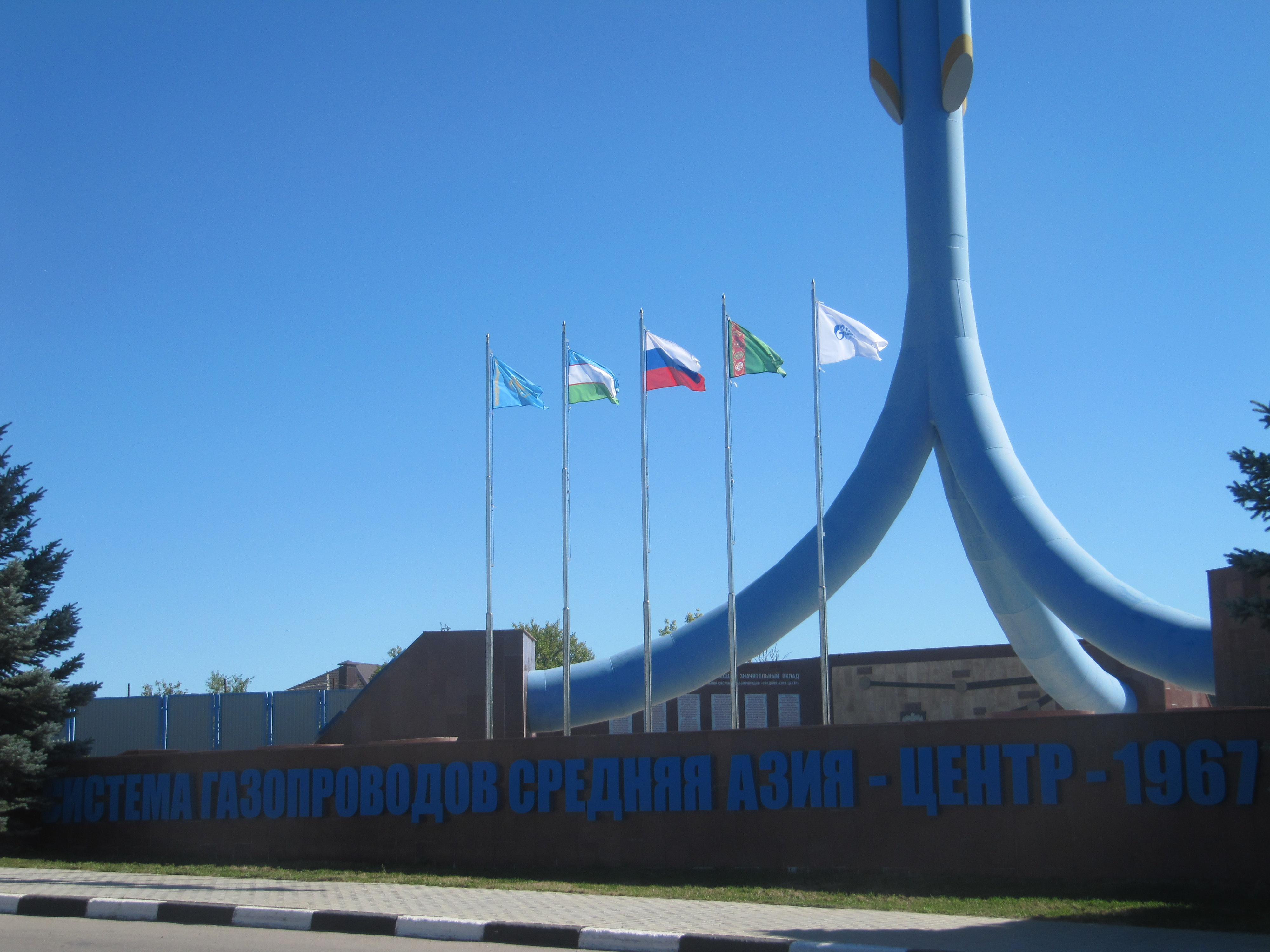
Система газопроводов Средняя Азия — Центр, 1967

## Достопримечательности

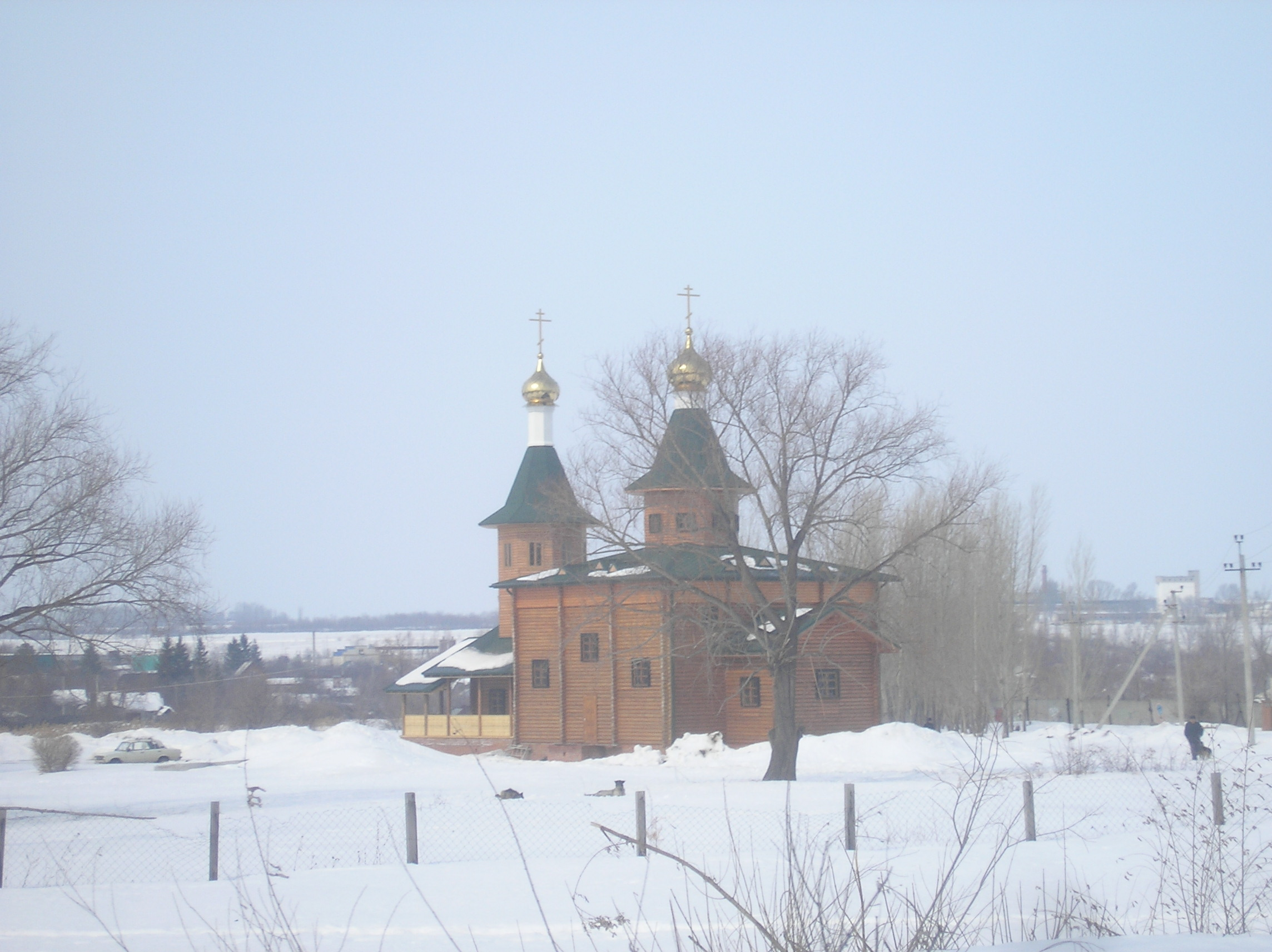
Церковь в Елшанке

В Елшанке находится филиал поликлиники № 9 (поликлиника «Елшанка») и библиотека № 7, в фондах которой хранится более 22 тысяч экземпляров, обслуживающая, кроме Елшанки, ВСО и микрорайон завода «Контакт». В Елшанке действует птицесовхоз. В посёлке разработана и реализована программа телефонизации, функционирует студия кабельного телевидения, а также созданы три гаражных кооператива. 15 мая 2009 года в посёлке был освящён православный храм.
В июне 2008 года во дворе школы № 89 в Елшанке был заложен физкультурно-оздоровительный комплекс со спортивным залом и бассейном, который стал первым подобным проектом для окраин Саратова. Мероприятие проходило при поддержке политической партии «Единая Россия». Через месяц уже заливали его фундамент, а сам комплекс планировалось построить примерно через год, но он был открыт в феврале 2010 года.

## Местное самоуправление
Территория Елшанки распределена между четырьмя ТСЖ: ООО «ДомаКонтакт», ТСЖ «Черемушки» (ул. Благодарова, 5), «Елшанское» (к югу от Московского шоссе), «Старая Елшанка» (к северу от него), кроме них, в НС ТСЖ «Елшанка» входят ТСЖ «ВСО» и «КБ»., ТСЖ «Елшанка» является одним из самых неблагонадёжных в городе. По данным Волжской ТГК, ТСЖ является одним из самых злостных должников города: так, на 1 ноября 2009 года период неоплаты составлял 10 месяцев, а долг перед ТГК превышал 32 миллиона рублей. НС ТСЖ «Елшанка» стало первым в Саратове ТСЖ, создавшим свой сайт в Интернете: на этом сайте поддерживается контакт с собственниками и нанимателями жилья в Елшанке, публикуются документы, связанные с ЖКХ, списки должников, отчёты о ремонте, новости — как новости самой Елшанки, так и общегородские, а также фото- и видеосюжеты о Елшанке.

## Акции протеста

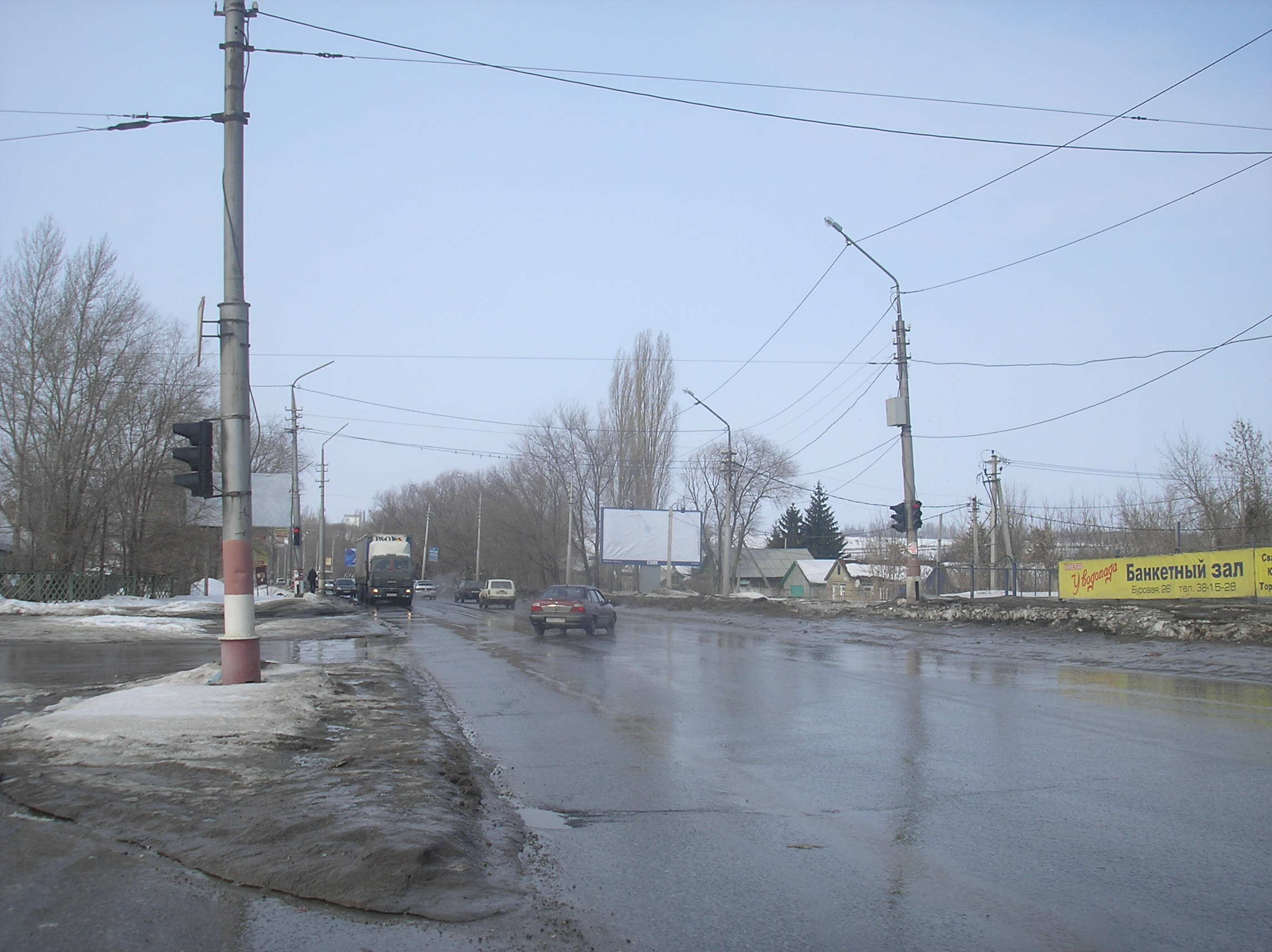
Московское шоссе в Елшанке, перекрытое протестующими

2 октября 2008 года жители посёлка пытались попасть на приём к Владимиру Узембло, председателю АТСЖ «Елшанка», но им это не удалось. Жители предупредили его письмом, что на следующий день будут протестовать. 3 октября 2008 года около пятисот жителей посёлка перекрыли Московское шоссе в направлении ВСО — Елшанка. Постепенно их число уменьшилось до трёхсот. Причиной забастовки стали корректировки за потреблённые энергоресурсы, достигавшие шести тысяч рублей. Кроме того, она была вызвана тем, что в Елшанке отопительный сезон был на грани срыва, горячей воды не было, а некоторые здания находились в аварийном состоянии. Забастовщики пропускали только кареты «скорой помощи», и потому на шоссе, ведущем в Москву, скопилась огромная пробка. Из представителей власти только глава администрации Ленинского района Валерий Васильев прибыл на место, чтобы уговорить митингующих пройти для переговоров в здание администрации. Впоследствии оказалось, что корректировки были начислены с нарушениями.

## Проблемы с водопроводом
В январе 2006 года в Елшанке из-за прорыва водопровода жители сорока частных домов по Московскому шоссе в течение более недели не могли выйти из дома (в этих домах живут в основном пенсионеры).
Похожий случай произошёл летом 2008 года. После прорыва водопровода около пятиэтажного дома № 9 по Таганрогскому переулку вода стала подмывать фундаменты домов по Камской улице. Их жители пытались строить канавы и насыпи, но безуспешно. У многих жителей оказались затоплены погреба. ТСЖ «Елшанка» и Саратовводоканал отказались от ремонта, заявив, что труба не числится у них на балансе. С 2006 по 2008 год в Елшанке такие происшествия не были редкостью и сильно мешали жителям.

## Суды
12 февраля 2009 года в Елшанке, в многоквартирном доме № 12 по Малой Елшанской улице были выявлены нарушения пожарной безопасности, председатель ТСЖ «Елшанка» Владимир Узембло был привлечён к административной ответственности. В ноябре 2009 года в Елшанке полностью выгорел нежилой дом, площадь пожара составляла 85 м², а пожарная инспекция, прибывшая в другой дом, выявила нарушения в системе отопления и в использовании электроприборов.
В декабре 2009 года Ленинский районный суд постановил ТСЖ «Елшанка» провести ремонт в доме № 19 по 3-й Степной улице. Ремонт проводился под надзором судебных приставов. Это было вызвано тем, что в этом доме уже много лет не проводился необходимый ремонт, несмотря на то, что жители исправно платили за коммунальные услуги.

## Экология
Единственным местом отдыха в Елшанке являются пруды Карамяна в пойме реки Елшанка. Земли, на которых они находятся, принадлежат православной церкви. По Генеральному плану Саратова, на них должен быть оборудован парк и спортивный комплекс. Ранее берега прудов были засорены, однако 18 апреля 2007 года жители посёлка организовали акцию «Весна на Буровой улице». Они собрались 10:00 около дома № 24 по Буровой улице и вывезли мусор с берегов прудов Карамяна — единственной зоны отдыха в посёлке. 80 кубометров мусора были убраны при помощи погрузчика и экскаватора, которые предоставили «Саратовские тепловые сети», а земля был выровнена трактором. Предполагалась посадка около пруда аллеи и создание около них полноценной зоны отдыха. В сентябре 2008 года было выделено 14,2 млн рублей на оздоровление реки Елшанка возле посёлка.

## Перспективы

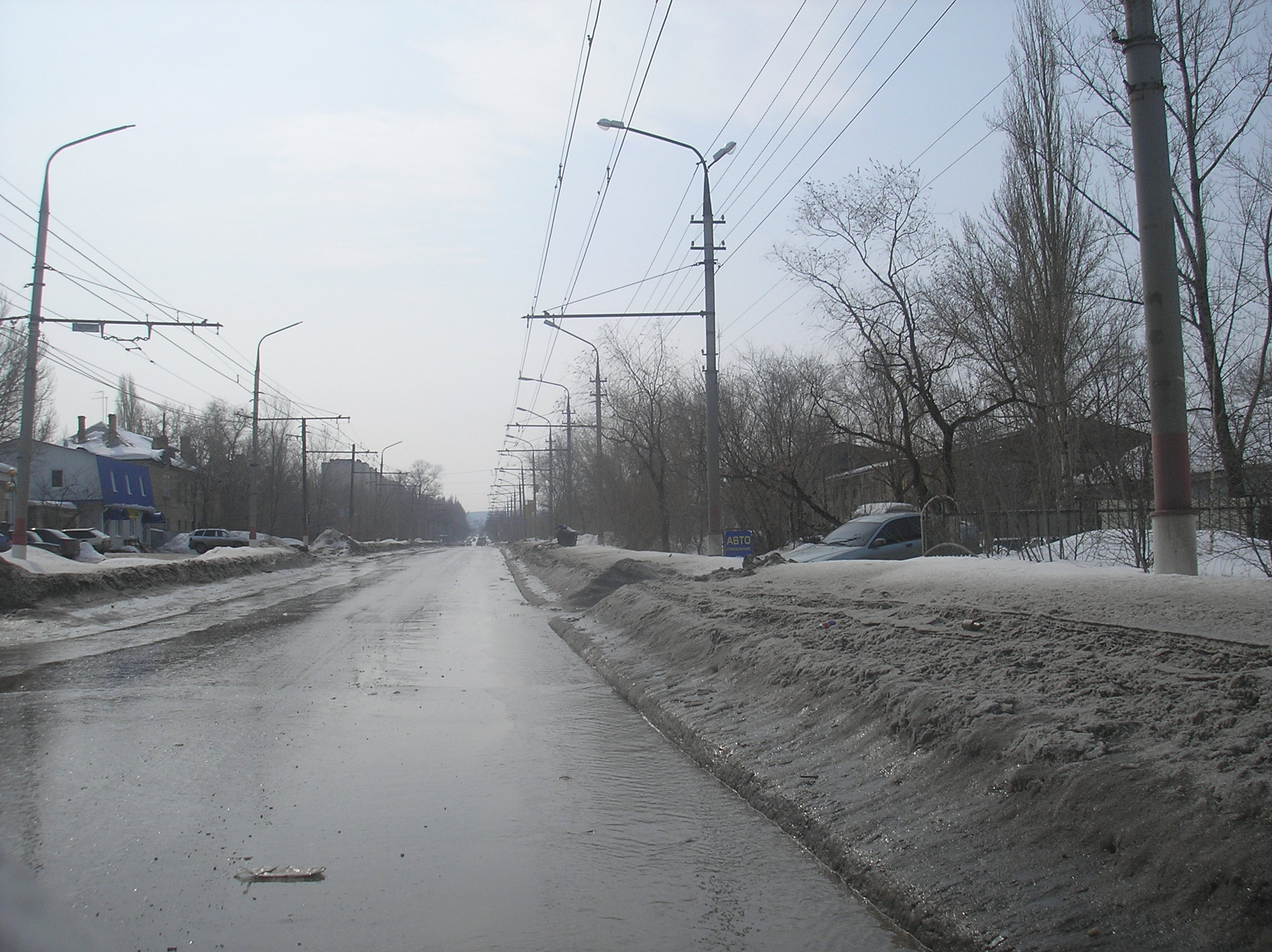
Буровая улица в Елшанке

Развитие города в северо-западном направлении (то есть в сторону Елшанки), по словам главного архитектора Саратова Владимира Вирича, является подчинённым направлением (развитие города будет идти в основном на север и северо-восток). По Генеральному плану Саратова, до 2015 года планируется организовать сбор стоков от северо-западных посёлков Саратова, в том числе и Елшанки, на новые очистные сооружения производительностью 13 тыс. м³/сутки и реконструкция существующей канализационной станции, а также создание в этих посёлках самотёчных сетей. После этого строительства в Елшанке будет консервирован существующий напорный коллектор. На подстанции Елшанка I к 2012 году будут заменены трансформаторы.

## Транспорт

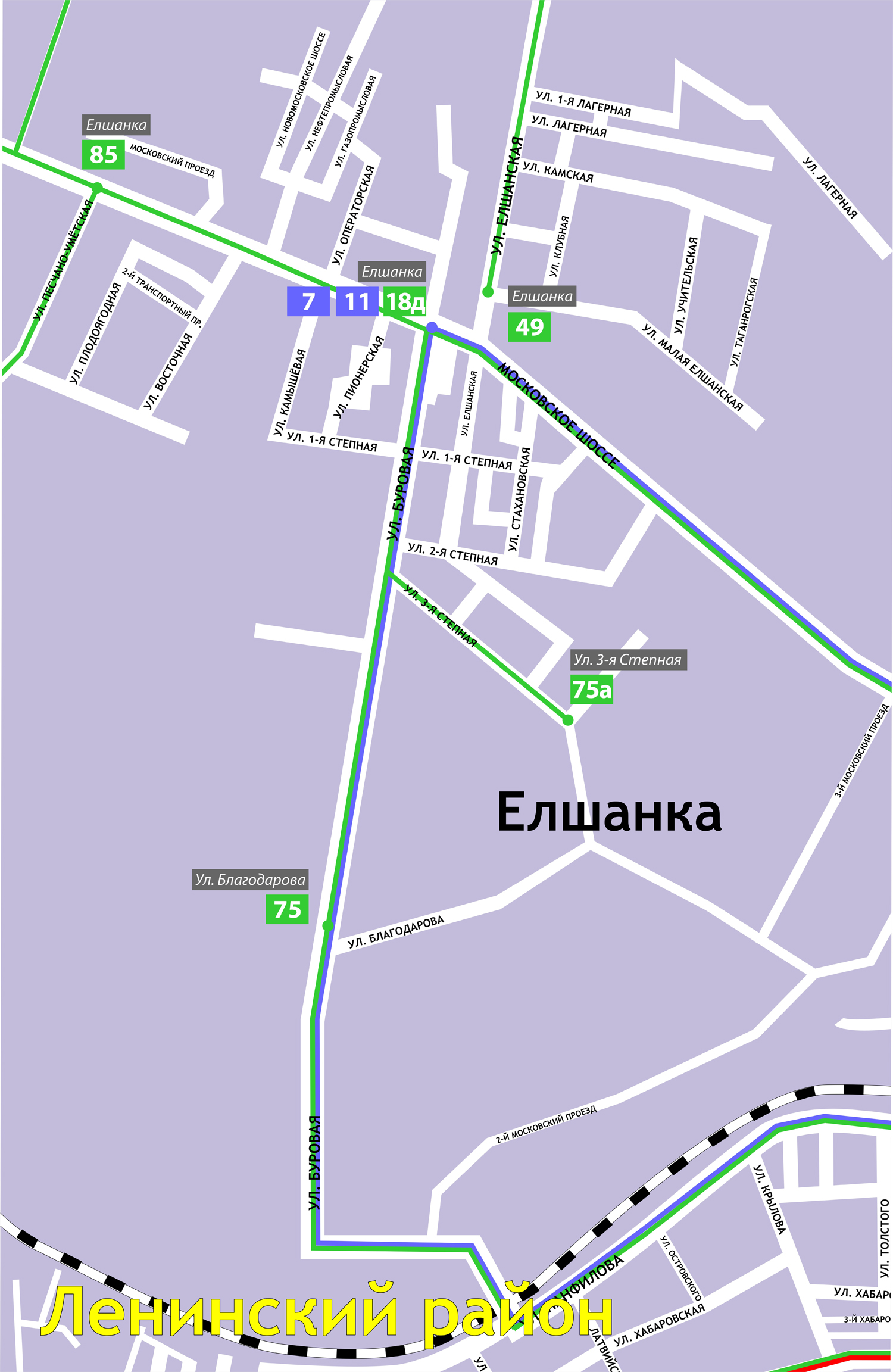
Карта Елшанки с маршрутами транспорта

Через посёлок проходит Московское шоссе (Петровский тракт), связывающее Саратов с Москвой. Другие крупные улицы — Песчано-Умётский тракт, Елшанская и Буровая. В Елшанке присутствуют все виды саратовского городского транспорта, кроме рельсового (железной дороги в Елшанке нет, трамвайные пути отсутствуют и в будущем не планируются).
- Троллейбусы:
  - № 7. Площадь Ленина — пос. Елшанка (по улице Шехурдина).[47]
  - № 11. Площадь Ленина — пос. Елшанка (по проспекту 50 лет Октября).[47]
  - №5а. Музейная площадь - пос. Елшанка.[47]
- Автобусы:
  - № 18Д. Пос. Тепличный — пос. Елшанка.[48]
  - № 49. Пос. Елшанка (Сады) — 6-й квартал[48] (сезонный).
- Маршрутные такси:
  - №35. Площадь Ленина - Елшанское кладбище.[48]
    - № 37. Площадь Ленина — пос. Жасминный.[48]
    - № 37а. Площадь Ленина — пос. Дачный.[48]
    - № 75. Железнодорожный вокзал — ул. Благодарова.[48]